# Didier Gazagnadou
Didier Gazagnadou, né le 19 octobre 1952, est un anthropologue français.
Il est Professeur émérite d’anthropologie à l'Université Paris VIII (Vincennes à Saint-Denis) et chercheur au sein du Centre d'Histoire des Sociétés Médiévales et Modernes (MéMo), unité de recherche conjointe Paris VIII - Paris-Nanterre. Il poursuit des recherches sur les diffusions techniques et culturelles en Eurasie et plus spécifiquement entre le monde chinois et les mondes iranien et arabe. L'ouvrage Les notions clés de l’ethnologie (2016) inscrit une partie de ses travaux, comme une partie de ceux d'André-Georges Haudricourt et de Roger Bastide, dans une perspective diffusionniste.

## Biographie
Après des études de sociologie et de philosophie à Paris I et VIII, Didier Gazagnadou s'oriente vers une formation d'anthropologie. Il a été Professeur des Universités en Anthropologie à l’Université Paris VIII et chercheur à titre principal au sein du Centre d'Histoire des Sociétés Médiévales et Modernes (MéMo) Paris VIII - Paris-Nanterre.
Au cours de sa carrière, il sera détaché à trois reprises. Tout d'abord à Téhéran (Iran) en 1993, puis en 1997, où il sera chercheur à l'Institut Français de Recherche en Iran (IFRI). Ensuite, de septembre 2007 à août 2010, il sera détaché au Ministère des Affaires Étrangères en tant que Conseiller de Coopération et d'Action Culturelle de l'Ambassade de France aux Émirats Arabes Unis. Il est, par ailleurs, membre de l'Association Française des Ethnologues et Anthropologues (AFEA) et de la Société Asiatique[réf. nécessaire].

## Recherches
Ses travaux s'inscrivent en partie dans la lignée, de ceux d'André Leroi-Gourhan, d'André-Georges Haudricourt, de Robert Creswell et de Joseph Needham. À cette approche en termes de technologie culturelle, s’ajoute une analyse théorique comparée des effets politiques et culturels des diffusions et des emprunts sur les cultures de l'Eurasie.
Ses publications portent, principalement, sur l'étude de cas de diffusion et d'emprunt de techniques, de mots, d'éléments culturels, voire d'institutions principalement appuyés sur les terrains du Moyen-Orient (surtout l'Iran). En travaillant sur ces deux aires culturelles, iranienne et arabe, il répond à deux préoccupations : corriger autant que faire se peut l'absence d’études des techniques du monde musulman et déterminer la place du Moyen-Orient musulman dans les échanges de techniques entre l'Asie orientale et l'Europe dans la perspective ouverte par Joseph Needham.
L'étude des phénomènes de diffusions, particulièrement des techniques de transport (cheval, dromadaire, mulet ; routes, pont, chariot, navire, train, automobile, avion) et des techniques de communication (livres, lettres, postes, télégraphe, téléphone, internet) ont joué, et jouent, un rôle central car elles furent (et sont souvent) l’une des conditions à d'autres cas de diffusion, sont essentielles dans son travail.
Sur un autre plan, il poursuit des réflexions sur le problème des diffusions dans l’histoire de la discipline, questions qui demeurent ouvertes et préoccupent également l’archéologie et l’histoire.
Ses recherches nous installent au cœur des problèmes majeurs du monde contemporain et notamment à ceux des transferts de technologies qui redeviennent d'actualités avec les problèmes que pose la situation des pays dits du Sud ou en voie de développement, car les diffusions actuelles, qui s’appuient sur d'anciens faits de diffusion, ne sont pas sans rapport avec les transformations culturelles et subjectives très rapides auxquelles quasiment la totalité des sociétés, des cultures et des systèmes de pouvoir se trouvent aujourd’hui confrontés (Globalisation). La question des diffusions et des techniques reprise de manière critique et nuancée par l’anthropologie, lui semble une perspective nécessaire et féconde dans le monde d’aujourd’hui, qui, presque chaque jour, en confirme l’importance.
Ses travaux notamment sur la poste à relais ont fait l'objet de comptes rendus notamment dans Les Annales. Histoire, Sciences sociales, The Journal of Asian Studies, la Revue des mondes musulmans et de la Méditerranée, Mediterranean Historical Review, Les Cahiers de Civilisation Médiévale, L'Homme, etc. Par ailleurs, certains auteurs se sont appuyés sur ses recherches pour leurs propres travaux et notamment Alberto Minetti qui a récemment publié un article dans Nature.

## Publications

### Ouvrages
. 2025. Muhâdath ma‘a Roshdi Râshed, traduction arabe de l’Entretien avec Roshdi Rashed, Éditions Arab Scientific   Community Organisation, Doha, Qatar.  (ISBN 978-1-0685617-4-0)
- 2023 : Entretien avec Roshdi Rashed, Des mathématiques, de l'histoire des sciences et du monde arabe-musulman, éditions Kimé, Paris.  (ISBN 978-2-38072-109-6).
- 2021 : Dialogue with Joseph Needham: From Biochemistry to Chinese Science and Technology, Editions Kimé, Paris. (Traduction de Joseph Needham, un taoïste d'honneur).  (ISBN 978-2-38072-002-0).
- 2017 : The Diffusion of a Postal Relay System in Premodern Eurasia. Foreword of Emmanuel Le Roy Ladurie, Editions Kimé, Paris.  (ISBN 978-2-84174-740-5).
- 2016 : Diffusion of techniques, Globalization and Subjectivities, éditions Kimé, Paris.  (ISBN 978-2-84174-778-8).
- 2013 : La Poste à relais en Eurasie : la diffusion d'une technique d’information et pouvoir, Chine-Iran-Syrie-Italie, Editions Kimé, 2ème édition revue et corrigée, Paris.  (ISBN 978-2-84174-614-9).
- 2008 : La diffusion des techniques et les cultures, Editions Kimé, Paris.  (ISBN 978-2-84174-446-6).
- 1991 : Joseph Needham, un taoïste d'honneur. Entretien avec Joseph Needham : de l’embryologie à la civilisation chinoise, Editions du Félin, Paris.  (ISBN 2-86645-102-3).

### Ouvrage collectif
- 1996 : L'œuvre de Claude Cahen, Lectures critiques, co-éditeur avec M. A. Cheikh-Moussa (Prof. à Paris IV) et Mme F. Micheau (Prof. à Paris I), Actes du Colloque Claude Cahen 1992, in Arabica, The Journal of Arabic and Islamic Studies, tome XLIII, Fasc. I, Editions J. Brill, Leiden.  (ISSN 0570-5398).
- ARTICLES (sélection)
- 2022  : "La diffusion de techniques le long des Routes de la soie, du 8ème au 13ème siècle " in Routes de la soie, De la préhistoire à demain, in Cahiers d'Histoire, Revue d'histoire critique, n°151, Paris.
- 2021 : "From Bedouinity to Sedentarity : A Little Lesson of Nomadic Politics or the History of Sheikh Zâyid bin Sultan Âl Nahyân (1918-2004)" in A. Averbouh, N.Goutas, S. Mery (Éds), Nomad Lives, from Prehistoric Times to the Present Day, Coll. Natures en Sociétés, Publications scientifiques du MNHN, Paris.
- 2017 : "The Iranian Origin of the Arabic Word barîd " in Journal of Persianate Studies, vol. 10. Issue 1. New York.
- 2016 : "Note on the Question of Animal Suffering in Medieval Islam (Muslim Mu'tazilite Theology confronted by Manichean Iranian Thought) " in Anthropology of the Middle East, vol.11, n° 1.